# Narcis taceta
Narcis taceta (Narcissus tazetta) je druh jednoděložné rostliny z čeledi amarylkovité (Amarillidaceae).

## Popis
Jedná se o vytrvalou, asi 20–50 cm vysokou bylinu, s podzemní cibulí, která je vejcovitá a má asi 30–50 mm v průměru. Listy jsou nejčastěji po 4–6 v přízemní růžici, jsou jednoduché, přisedlé, s listovými pochvami. Čepele listů jsou celokrajné, čárkovité, asi 8–15 mm široké, často nasivělé, ztlustlé, žilnatina je souběžná. Květy jsou oboupohlavné, jsou většinou v květenstvích, v nepravých okolících asi po 5–15 květech. Květy jsou silně vonné. Pod květenstvím je toulcovitý listen, který je suchomázdřitý. Okvětí se skládá z 6 okvětních lístků ve 2 přeslenech (3+3), které jsou v dolní části srostlé v okvětní trubku, jsou bílé nebo žluté (subsp. aureus). V ústí trubky je límcovitá pakorunka, která je žlutá až oranžová, asi 3–6 mm dlouhá. Tyčinek je 6. Gyneceum je složeno ze 3 plodolistů, semeník je spodní. Plodem je třípouzdrá tobolka.

## Rozšíření ve světě
Přirozeně je rozšířen ve Středomoří, v jižní Evropě i severní Africe a v Íránu. Je variabilní, v západní části areálu roste Narcissus tazetta L. subsp. tazetta, jinde pak Narcissus tazetta L. subsp. italicus, a Narcissus tazetta L. subsp. aureus. Pěstovaný a zplanělý je však ledaskde jinde, např. v Číně, Japonsku a Severní Americe.

## Rozšíření v Česku
V ČR je nepůvodní, ale občas pěstovaná okrasná rostlina, vykvétá brzy na jaře, už v únoru až dubnu.